# Miniere di sale di Dürrnberg

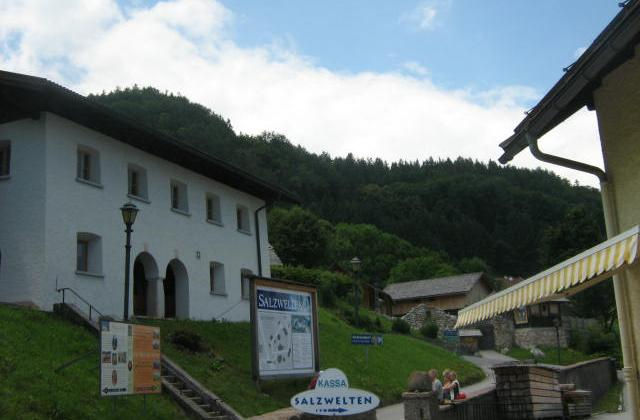
L'ingresso alle miniere di sale

Le Miniere di sale di Dürrnberg (Salzbergwerk Dürrnberg), sono delle miniere di sale sotterranee situate nell'altopiano di Dürrnberg sopra Hallein, Austria. Le miniere sono state lavorate per oltre 7 000 anni, sin dai tempi dei Celti. Hanno aiutato la vicina Salisburgo a diventare un potente centro economico. Dopo la prima guerra mondiale le miniere sono state trasformate in un museo, noto per i suoi lunghi scivoli di legno tra i livelli.

## Descrizione
Ci sono diverse gallerie denominate nella miniera, tra cui l'Obersteinberg aperta nel 1450, l'Untersteinberg, il Jackobberg, il Rupertsberg, il Wolf Deitrich tunnel ed il tunnel Dr. Nusko. Tutte quante scendono in direzione di Hallein.
La maggior parte della miniera è in territorio tedesco, e all'interno delle gallerie si attraversa il confine tra Austria e Germania senza dover espletare formalità doganali (peraltro non più necessarie da quando i due paesi hanno aderito all'acquis di Schengen); del resto non sono presenti uscite sul suolo tedesco.
Inizialmente le miniere venivano scavate a mano estraendo cristalli di sale solidi. Per aumentare l'efficienza, veniva pompata dell'acqua dolce nelle caverne. Dopo diverse settimane d'assorbimento del sale dalle pareti, l'acqua veniva pompata fuori verso un impianto ad Hallein. Nel 1796 il loro funzionamento venne approfonditamente studiato da Pietro De Lama, inviato dal duca di Parma Ferdinando di Borbone, nel corso di un suo viaggio in Europa, il quale ne fece una estesa relazione.
Nel 1829, viene creato il Salinenkonvention cioè il trattato bavarese-austriaco sul sale. Il trattato prevedeva che fino a novanta agricoltori bavaresi fossero autorizzati a lavorare in miniera.

## Ricerche scientifiche
È stata fatta una ricerca scientifica che ha usato antiche feci umane trovate nelle vecchie gallerie per determinare come le risorse sono state condivise tra le culture.

## Visita
C'è una visita guidata di 90 minuti che copre la distanza di 1 chilometro. Ai visitatori viene fatta indossare una tuta bianca per proteggerne gli indumenti all'interno delle miniere. La visita inizia con un piccolo treno elettrico che percorre 400 metri all'interno delle miniere, il cui percorso termina con uno scivolo in legno di 27 metri e, successivamente, con uno di 41 metri, grazie ai quali i visitatori possono scendere ai livelli più bassi delle miniere. Alla fine della visita i visitatori attraversano un lago sotterraneo, grazie ad una grande barca di legno.
Nel 1969, le miniere sono state visitate da 150 000 persone. Durante quell'anno, la visita copriva una distanza di 4 chilometri e c'erano ben sette scivoli di legno.
L'interno della miniera è fresco e ventilato e sono presenti filmati rappresentanti la vita in miniera